# A (album)
A je album britské rockové skupiny Jethro Tull, vydané 29. srpna 1980 ve Velké Británii a v témže roce i ve Spojených státech.
Album bylo nahráváno v létě 1980 v Maison Rouge Mobile a Maison Rouge Studios ve Fulhamu v Londýně. Eddie Jobson hostoval na albu jako klávesista a hráč na elektrické housle. Producenty alba byli Ian Anderson a Robin Black.
A bylo během nahrávání zamýšleno jako sólové album Iana Andersona, než jej společnost Chrysalis požádala, aby album uvedl jako práci skupiny Jethro Tull, což mělo pomoci navýšit jejich klesající prodej. To je také příčinou názvu alba, protože pásky byly označeny písmenem "A" jako "Anderson". Pro používání syntetizeru a omezení folkových vlivů, bylo album mnohými fanoušky skupiny přijato rozporuplně.

## Seznam skladeb
| Pořadí         | Název                     | Délka |
| -------------- | ------------------------- | ----- |
| 1.             | Crossfire                 | 3:55  |
| 2.             | Flyingdale Flyer          | 4:35  |
| 3.             | Working John, Working Joe | 5:04  |
| 4.             | Black Sunday              | 6:35  |
| 5.             | Protect and Survive       | 3:36  |
| 6.             | Batteries Not Included    | 3:52  |
| 7.             | Uniform                   | 3:34  |
| 8.             | 4.W.D. (Low Ratio)        | 3:42  |
| 9.             | The Pine Marten's Jig     | 3:28  |
| 10.            | And Further On            | 4:21  |
| Celková délka: | Celková délka:            | 42:42 |

## Obsazení
- Ian Anderson – flétna, zpěv
- Martin Barre – elektrická kytara
- Mark Craney – bicí
- Dave Pegg – baskytara
- Eddie Jobson – klávesy, elektrické housle